# Лейбористская партия Антигуа и Барбуды
Лейбористская партия Антигуа и Барбуды (англ. Antigua and Barbuda Labour Party) — политическая партия в Антигуа и Барбуде, крупнейшая партия страны. Основатель — первый премьер-министр страны Вир Берд. До 2014 года — Лейбористская партия Антигуа.

## История
Основана Виром Бердом в 1946 году как Лейбористская партия Антигуа. После обретения независимости 1 ноября 1981 года Берд стал премьер-министром, а партия пришла к власти.
После поражения на выборах 2004 года перешла в оппозицию, но через 10 лет на выборах 12 июня 2014 года снова набрала большинство в парламенте. Партия увеличила число своих депутатов в Палате
представителей после выборов 2018 года, заняв 15 из 17 мест. В Совете Барбуды не присутствует.